# 臺北市中山區中正國民小學
25°03′02″N 121°32′22″E / 25.0506621°N 121.5393708°E
臺北市中山區中正國民小學（簡稱中正國小）為臺北市中山區朱厝崙的一所小學，校址位於龍江路62號，臨近教育部體育署、臺北捷運南京復興站。學校始創為1908年（明治41年）5月設立之“大龍峒公學校朱厝崙分校”，建校迄今己逾百年。在二、三樓擁有學校廚房，負責供應中正國小、忠孝國小、長春國小等三校師生之用餐。

## 校史
1908年5月1日，臺北廳在大加蚋堡朱厝崙庄設立「大龍峒公學校朱厝崙分校」。1912年（大正元年）4月1日，學校獨立為「朱厝崙公學校」。1920年（大正9年）10月1日，臺灣行政區劃變革，朱厝崙公學校被編入臺北市轄區。1941年4月1日，學校配合國民學校令實施而改制為「中園國民學校」，當時的地址為臺北市朱厝崙166番地。
二戰後，學校在1946年12月改為「中正國民學校」。1968年（民國57年）8月，學校因配合九年國民教育而改名為「中正國民小學」，建校迄今己逾百年。中正國小的校歌為音樂家呂泉生作曲，並由第二任校長李明來填詞。

## 校長
| 任次 | 姓名       | 任期          |
| ---- | ---------- | ------------- |
| 1    | 野村兼五郎 | 1912年~1913年 |
| 2    | 頴川武二   | 1914年        |
| 3    | 上滿常吉   | 1915年        |
| 4    | 國武源     | 1916年~1920年 |
| 5    | 天野亮一   | 1921年~1925年 |
| 6    | 野崎秀雄   | 1926年~1927年 |
| 7    | 新井末吉   | 1928~1931年   |
| 8    | 木村省三   | 1932~1945年   |

| 任次 | 姓名   | 任期（民國）      |
| ---- | ------ | ----------------- |
| 1    | 李瑪老 | 34年11月─37年9月  |
| 2    | 李明來 | 37年9月─44年9月   |
| 3    | 吳長庚 | 44年9月─45年4月   |
| 4    | 陳展淇 | 45年5月─54年9月   |
| 5    | 吳景星 | 54年9月─57年9月   |
| 6    | 陳鶚   | 57年9月─61年8月   |
| 7    | 曾坤   | 61年8月─65年8月   |
| 8    | 鄭奕宏 | 65年8月─72年8月   |
| 9    | 洪成   | 72年8月─76年8月   |
| 10   | 江國雄 | 76年8月─81年8月   |
| 11   | 黃清一 | 81年8月─86年2月   |
| 12   | 鍾奇峰 | 86年2月─98年8月   |
| 13   | 許寶源 | 98年8月─102年8月  |
| 14   | 方芳蘭 | 102年9月─110年7月 |
| 15   | 黃維瑜 | 110年8月─至今     |

## 校友

### 政治界
- 阮昭雄：臺北市議員[9]

### 企業界
- 張廣博：良機集團董事長[10]

### 演藝界
- 陳廷軒 (演員)：演員

### 體育界
- 翁明輝，木球運動發明人[11]

### 文學界
- 三毛 (作家)：文學作家
- 周浩正：筆名周寧，曾任遠流出版公司總編輯，原就讀中正國小，後轉學並畢業於長安國小[12]
- 毛鑄倫：臺灣學者
- 黑幼龍：作家[13]
- 黃麟傑：繪本作家

### 藝術界
- 李煥章 (紙藝師)：國寶級剪紙大師，臺北師範學校畢業，任教中正國小數十年[14]
- 鄭韻婷：第三屆總統教育獎 (中華民國)得主

## 電影
- 冬冬的假期片頭取自於1984年臺北市中山區中正國民小學的畢業典禮